# BRIT Awards 2017
La XXXVII edizione dei BRIT Awards, premi conferiti dalla BPI, si è svolta a Londra, presso la The O2 Arena, il 22 febbraio 2017.
La serata è stata condotta da Dermot O'Leary ed Emma Willis. Quest'ultima aveva già condotto The BRITs Are Coming, lo show di lancio andato in onda in diretta il 14 gennaio 2017, data in cui sono stati rivelati i nomi dei candidati ai premi.
Robbie Williams è stato insignito del Brits Icon Award nel novembre 2016 al Troxy di Londra, mentre il 13 gennaio 2017 è stato reso noto che Caspar Lee, stella di YouTube sarebbe stato il Digital Presenter. dei Brit. Nel corso della serata è stato reso omaggio a George Michael (con una performance di Chris Martin di Coldplay) e David Bowie.

## Esibizioni
- Craig David – Nothing Like This, Ain't Giving Up
- Christine and the Queens – Tilted
- Calum Scott – Dancing on My Own
- Rag'n'Bone Man – Human
- Little Mix – Shout Out to My Ex
- Bruno Mars – That's What I Like
- Emeli Sandé – Hurts
- The 1975 – The Sound
- Chris Martin – A Different Corner
- Katy Perry & Skip Marley – Chained to the Rhythm
- Skepta - Shutdown
- The Chainsmokers & Coldplay – Something Just like This
- Ed Sheeran & Stormzy – Castle on the Hill, Shape of You
- Robbie Williams – The Heavy Entertainment Show, Love My Life, Mixed Signals

## Vincitori
In grassetto sono indicati i vincitori.

### British Male Solo Artist (artista solista maschile britannico)
- David Bowie
- Kano
- Craig David
- Michael Kiwanuka
- Skepta

### British Female Solo Artist (artista solista femminile britannica)
- Emeli Sandé
- Anohni
- Ellie Goulding
- Lianne La Havas
- Nao

### British Group (gruppo britannico)
- The 1975
- Bastille
- Biffy Clyro
- Little Mix
- Radiohead

### International Group (gruppo internazionale)
- A Tribe Called Quest
- Drake e Future
- Kings of Leon
- Nick Cave and the Bad Seeds
- Twenty One Pilots

### British Breakthrough Act (artista rivelazione britannico)
- Rag'n'Bone Man
- Anne-Marie
- Blossoms
- Skepta
- Stormzy

### Critics' Choice (scelta del pubblico)
- Rag'n'Bone Man
- Anne-Marie
- Dua Lipa

### MasterCard British Album of the Year (album britannico dell'anno)
- David Bowie – Blackstar
- The 1975 – I Like It When You Sleep, for You Are So Beautiful Yet So Unaware of It
- Kano – Made in the Manor
- Michael Kiwanuka – Love & Hate
- Skepta – Konnichiwa

### British Single of the Year (singolo britannico dell'anno)
- Little Mix – Shout Out to My Ex
- Alan Walker – Faded
- Calum Scott – Dancing on My Own
- Calvin Harris & Rihanna – This Is What You Came For
- Clean Bandit, Sean Paul & Anne-Marie – Rockabye
- Coldplay – Hymn for the Weekend
- James Arthur – Say You Won't Let Go
- Jonas Blue & Dakota – Fast Car
- Tinie Tempah & Zara Larsson – Girls Like
- Zayn – Pillowtalk

### International Male Solo Artist (artista solista maschile internazionale)
- Drake
- Bon Iver
- Bruno Mars
- Leonard Cohen
- The Weeknd

### International Female Solo Artist (artista solista femminile internazionale)
- Beyoncé
- Christine and the Queens
- Rihanna
- Sia
- Solange

### British Video (video britannico)
- One Direction – History
- Coldplay – Hymn for the Weekend
- James Arthur – Say You Won't Let Go
- Little Mix & Sean Paul – Hair
- Zayn – Pillowtalk

### BRITs Global Success
- Adele

### BRITs Icon Award
- Robbie Williams